# Antoni Linettej

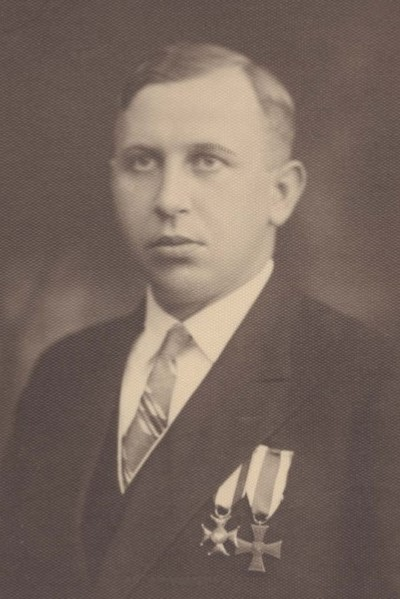
Antoni Linettej w 1933

Antoni Linettej (ur. 9 stycznia 1902 w Gębicach, zm. 1972) – polski prawnik, sędzia, rotmistrz Wojska Polskiego, kawaler Orderu Virtuti Militari.

## Życiorys
Urodził się 9 stycznia 1902 w Gębicach, w powiecie mogileńskim, w rodzinie Bronisława i Salomei z Skoniecznych. W 1913 rozpoczął naukę w gimnazjum w Gnieźnie.
Był uczestnikiem powstania wielkopolskiego. 31 grudnia 1918 wstąpił do oddziałów powstańczych w Gnieźnie, z którymi wyruszył na front pod Nakło nad Notecią. Brał udział w walkach pod Ślesinem i Teresinem. Zwolniony został z powodu małoletności. 15 stycznia 1919 wstąpił do 5 szwadronu 3 Pułku Ułanów Wielkopolskich w Gnieźnie, w którym służył do października 1919, w tym trzy miesiące w obwodzie frontu pod Inowrocławiem. We wrześniu 1919 awansował na starszego ułana. Po zwolnieniu ze służby kontynuował naukę w klasie szóstej gimnazjum. W 1920 wstąpił w szeregi 115 Pułku Ułanów i walczył na wojnie z bolszewikami. 11 października 1920, w czasie zagonu na Korosteń, odznaczył się w boju pod wsią Octówką. W tym samym miesiącu został awansowany na kaprala. W lutym 1921 został zwolniony z wojska.
W 1922 złożył maturę w gimnazjum w Ostrowie Wielkopolskim. W 1928 ukończył studia na Wydziale Prawa Uniwersytetu Poznańskiego. Został przyjęty na aplikację sędziowską, a w 1931 zdał egzamin sędziowski. Został sędzią grodzkim w Bydgoszczy, a z dniem 19 marca 1938 został mianowany sędzią okręgowym w Chojnicach.
13 października 1926 Prezydent RP mianował go podporucznikiem ze starszeństwem z 1 lipca 1925 i 470. lokatą w korpusie oficerów rezerwowych kawalerii, a minister spraw wojskowych wcielił do 17 Pułku Ułanów Wielkopolskich w Lesznie. 29 stycznia 1932 został mianowany porucznikiem ze starszeństwem z 2 stycznia 1932 i 158. lokatą w korpusie oficerów rezerwowych kawalerii. W 1934, jako oficer rezerwy, pozostawał w ewidencji Powiatowej Komendy Uzupełnień Bydgoszcz Miasto. Nadal posiadał przydział w rezerwie do 17 Pułku.
W czasie kampanii wrześniowej 1939 walczył na stanowisku dowódcy II plutonu 2. szwadronu 2 Pułku Szwoleżerów Rokitniańskich. 3 września 1939 został ciężko ranny i dostał się do niemieckiej niewoli. W Oflagu II D Gross-Born był zaangażowany w kształcenie prawników i studentów prawa. Po uwolnieniu z niewoli został przyjęty do Polskich Sił Zbrojnych i mianowany rotmistrzem.
Zmarł w 1972.

## Ordery i odznaczenia
- Krzyż Srebrny Orderu Wojskowego Virtuti Militari nr 4295 – 1921[18][19][20][21]
- Krzyż Walecznych – 16 czerwca 1921[22][23]
- Wielkopolski Krzyż Powstańczy – 18 grudnia 1958[4]

12 czerwca 1935 Komitet Krzyża i Medalu Niepodległości odrzucił wniosek o nadanie mu tego odznaczenia „z powodu braku pracy niepodległościowej”.